# Караул (усадьба)
Караул — имение одной из ветвей рода Чичериных в Тамбовской губернии.
История села Караул, предположительно, берёт своё начало с основанного ещё в начале XVII века на высоком крутом берегу реки Ворона наблюдательного поста — Караула, призванного нести дозорную службу по охране южных рубежей русского царства от набегов кочевников. Первые из сохранившихся документов по истории села — описи и метрические книги Троицкой церкви 1800 года. Опись от 1802 года свидетельствует, что в это время маленькая деревянная церковь крайне обветшала. В 1806 году она была заменена каменной, храмоздатель — владелец села, генерал-майор Иосиф Яковлевич Арбенев.
В 1818 году владельцем имения стал Сергей Васильевич Вышеславцев, дед Льва и Алексея Владимировичей Вышеславцевых.
В 1837 году имение купил известный тамбовский дворянин Николай Васильевич Чичерин (1801—1860). Именно он начал возведение нового усадебного комплекса. Строительство нового усадебного дома было поручено архитектору С. И. Миллеру; в 1849 году Чичерины переехали в усадьбу, продав дом в Тамбове. Для устройства сада был приглашён из Пензы учёный-садовод Эрнест Магзиг.
После смерти Н. В. Чичерина и раздела имущества имение перешло во владение старшего сына, Б. Н. Чичерина. Во время путешествия по Европе в 1864—1865 годах Борис Николаевич Чичерин положил начало своему собранию картин: в Гааге были приобретены два фамильных портрета Питера Назона, оттиск гравюры на дереве Лукаса ван Лейдена «Вергилий в корзине».
Выйдя в отставку, Б. Н. Чичерин занялся хозяйством — «более по обязанности, нежели по вкусу». В это время доминантами усадьбы являлись главный дом и церковь. Дом по своему внешнему виду напоминал крепость; он представлял собой кирпично-деревянное оштукатуренное 2-3-хэтажное строение в английском коттеджном стиле. С юго-восточной стороны к нему примыкала каменная терраса. Общая площадь дома составляла более 1500 метров. В доме насчитывалось 38 комнат. Гостиную дома украсили: коллекция полотен русских (Тропинин, Боровиковский, Васильев[уточнить], Серов, Айвазовский и др.) и западноевропейских художников: Веласкес, Веронезе, Рибера, Ливенс, Ван-Гойен; мейсенский фарфор, унаследованный женой; старинная мебель.
Каретный двор, автором проекта которого был близкий друг семьи Чичериных Сергей Баратынский — младший брат поэта Баратынского, имел вид каменной зубчатой крепости в готическом стиле.
Парк украшали две главные аллеи, шедшие почти параллельно — липовая въездная и берёзовая, ведущая к церкви. Также в парке была заложена сосновая аллея, разделявшая два фруктовых сада. Помимо этого существовали дубовая, вязовая, каштановая, лиственничная и сливовая аллеи. Часть парка возле дома и церкви была выполнена в регулярном стиле, далее по склону к реке парк переходил в пейзажный (английский) стиль.
В 1872 году у гостившего в имении брата Василия Николаевича родился будущий нарком Г. В. Чичерин; здесь прошли его детские и юношеские годы.
В 1901 году в усадьбе открылась церковно-приходская школа для крестьянских девочек (рядом, в селе находилась земская школа для мальчиков).
В 1906 году была перестроена усадебная церковь: покровский придел был упразднён; купол был расписан В. М. Васнецовым.
17 июля 1918 года Всероссийская коллегия по делам музеев при Наркомпросе РСФСР, благодаря протекции наркома иностранных дел Г. В. Чичерина, взяла усадьбу под особую охрану. Однако боевые действия в 1921 году пагубно отразились на её состоянии. В дополнение к этому в марте 1922 года было решено разместить здесь детскую колонию, школу и показательное хозяйство с аграрным уклоном. В 1924 году тамбовский губернский музей ходатайствовал перед центральным Отделом по делам музеев перевезти всё музейное имущество и библиотеку, насчитывавшую свыше четырёх тысяч книг на русском и иностранных языках по истории, праву, социологии, философии, дипломатии, искусству — в Тамбов. Однако вместе с детской колонией в период 1923—1927 годов здесь размещался музей дворянского быта, единственным служителем которого был А. В. Чичерин — см. Чичерин А. Вл. Поиски далекого прошлого. Главы из воспоминаний. — РГБ. — Ф. 334. — К. 59. — Ед. хр. 19. — Л. 1—84. Частично опубл.: Нева. — 1967. — № 8. — С. 181—187.
В 1927 году усадьбу сняли с охраны. Книжное собрание Чичериных практически полностью вошло в фонды библиотеки им. Ленина; коллекция живописи, мебель и фарфор перевезли в губернский музей Тамбова; другие предметы искусства — в музеи Москвы и Ленинграда.
В 1993 году детский дом перевели в построенное на территории усадьбы новое здание. Старая усадьба сгорела 2 ноября 1996 года. От семейного некрополя сохранились: разбитая надвое надгробная плита с могилы Н. В. Чичерина и половина плиты с могилы Алексея Борисовича Чичерина — одного из троих детей Б. Н. и А. А. Чичериных, умерших в малолетстве.
Работы по восстановлению усадьбы — памятника истории и культуры — начались только в 2010-х годах. В рамках федеральной целевой программы «Культура России (2012—2018 гг.)» был проведён конкурс на проектные работы по реставрации главного (барского) дома усадьбы и храма. В 2016 году был заключён контракт на первую очередь работ по реставрации Свято-Троицкой церкви и начато воссоздание главного дома усадьбы. Реализация проекта вызвала скандал, так как воссоздание сгоревшего дома (исходно построенного из дерева и покрыто штукатуркой) «в современных негорючих материалах» вылилось в постройку нового здания из железобетона. Один из руководителей Национального фонда Великобритании писал по этому поводу:
Мы видели дом в усадьбе «Караул», он принадлежал дяде министра Чичерина. Он был деревянным, но сейчас перестраивается в железобетоне. Почему, зачем? Аутентичность здания исчезла. Ещё можно как-то понять, если бы он был воссоздан в дереве. Но зачем брать абсолютно чужеродный материал? Этого я так и не смог понять.